# Arménie byzantine
591–1071
(480 ans)
Entités précédentes :
- royaume bagratide d'Arménie

L'Arménie byzantine est le nom donné aux territoires de l'Arménie sous contrôle byzantin. D'abord organisé en provinces puis en thèmes, ce territoire a été par deux fois sous contrôle impérial avec une période intermédiaire de domination arabe commençant au milieu du VIIe siècle et se terminant au IXe siècle. Traditionnellement située à l'extrémité est de l'Anatolie et à la frontière entre les mondes arabe et perse, l'Arménie byzantine est une zone tampon importante entre l'Islam et la chrétienté. La pression militaire exercée par les Byzantins, les Arabes et les Perses sassanides a souvent menacé la stabilité de la région, ce qui n'a pas empêché ce peuple de conserver sa langue, sa culture et sa religion unique. Géographiquement, la région est située au sud du Caucase, comprise entre le lac de Van et le lac Sevan. S'étendant de la mer Caspienne jusqu'à la Cappadoce. Cette même région est caractérisée par des plateaux montagneux, ce qui a pu contribuer au développement d'un pouvoir décentralisé. l'Arménie byzantine disparaît après la bataille de Manzikert en 1071, date de la perte de contrôle de ces territoires par les Byzantins.

## Histoire

### Origines
Lucullus et Pompée avaient poussé l'influence de Rome jusqu’à l'Arménie vers 66 av. J.-C. Tigrane II, le roi arménien de ce temps-là, fut contraint de payer un tribut aux Romains et il perdit de nombreux territoires. L'Arménie était devenue un État tampon entre Rome et la Perse arsacide. Après la mort de Tigrane II, le général romain Marc Antoine a essayé de donner le royaume à l'un de ses fils. La défaite du général à Actium en 31 av. J.-C. a, cependant, mis un terme à son ambition de léguer le royaume à sa descendance. Artaxias II, petit-fils de Tigrane, réussit avec l'aide des Perses, à reprendre le contrôle du territoire. Vers la fin du Ier siècle avant notre ère, des conflits internes entre les Arméniens proromains et properses précipitent la dynastie artaxiade vers sa fin en 10 av. J.-C.. Au premier siècle, l'Arménie est politiquement divisée entre l'Empire romain et la Perse arsacide. Pour s'assurer d'avoir un certain contrôle sur l'Arménie, les Romains proposent un compromis. Conscients du fait que les Perses sont très influents en Arménie et que la monarchie arménienne est d'origine perse, les Romains proposent de laisser cette monarchie perse à la tête du pays mais ils veulent donner la couronne au roi. De cette façon, les Arsacides conservent leur pouvoir sur l'Arménie et Rome en a fait un protectorat. La situation est sensiblement stable jusqu'au IVe siècle malgré quelques turbulences des deux côtés de la frontière.

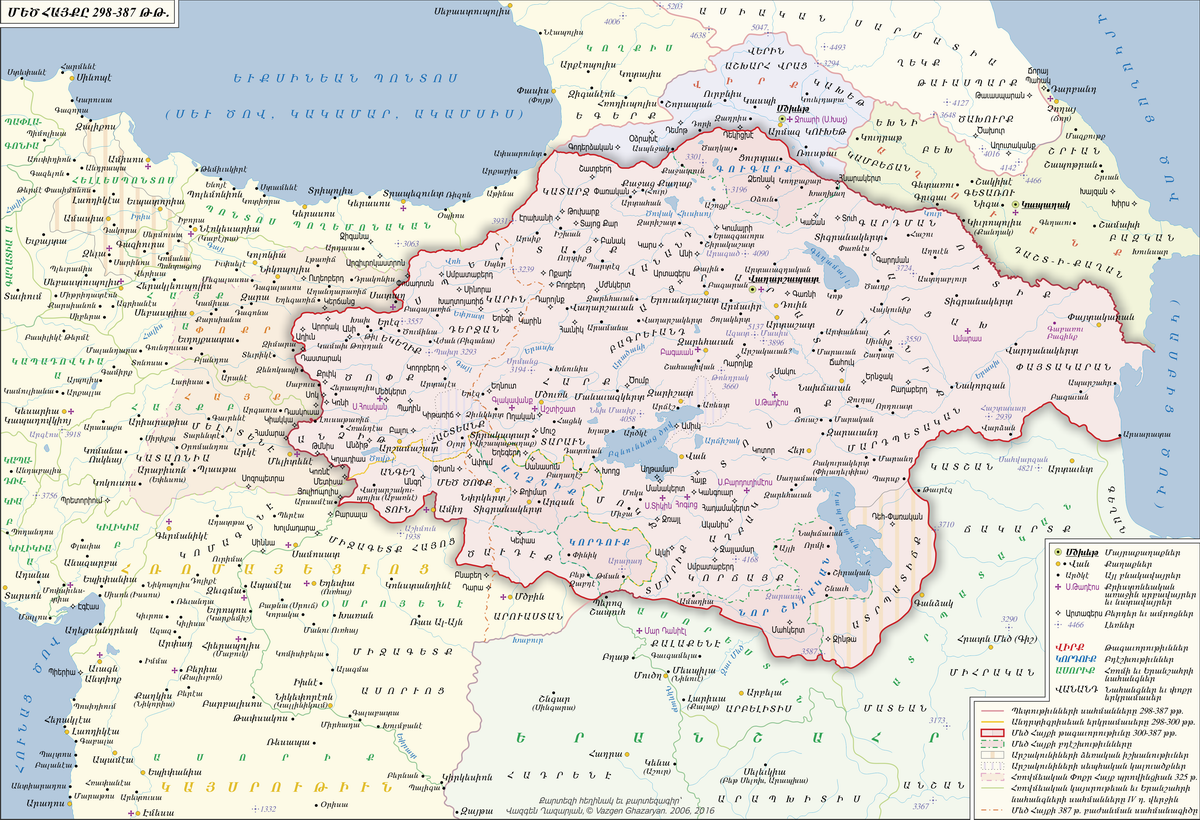
L'Arménie juste avant son partage en 387 par les Byzantins et les Sassanides.

### DuIVeauVIIesiècle
En 387, la situation romaine n'est pas à son meilleur en raison des invasions germaniques. De plus, la Perse connaît l'émergence d'une nouvelle dynastie, les Sassanides. Une certaine influence sur l'Arménie doit être gardée. C'est pourquoi les deux puissances s'entendent sur un partage du royaume. Ainsi, la région devient trois nouvelles entités politiques : la province impériale d'Arménie mineure situé à l'Ouest de l'Euphrate, le royaume de Grande-Arménie situé à l'Est et les satrapies arméniennes au Sud. Les satrapies et le royaume de Grande-Arménie sont sous influence perse et représente les 4/5 du territoire historique arménien. La province impériale est dirigée par un Comes Armeniae, une espèce de gouverneur, jusqu'au règne de Justinien I au VIe siècle. Pendant son règne, Justinien a fait augmenter la taille de la province impériale en intégrant une partie du territoire des satrapies du sud et une partie de la région du Pont en Anatolie. Cette dilatation territoriale a pour conséquence la création de 4 nouvelles entités territoriales, les provinces d'Arménie I à IV. Ces provinces byzantines atteignent leur apogée territorial durant le règne de l'Empereur Maurice qui étend le territoire arménien vers l'Est près de Dvin et au nord-ouest près du lac de Van par le traité de paix de 591.
Les provinces arméniennes ont finalement été conquises au milieu du VIIe siècle par les Arabes après une augmentation des tensions entre Byzance et l'Arménie. En effet, Byzance a tenté d'intégrer l'Église arménienne à la sienne et d'imposer son culte et ses traditions. Cette tentative d'impérialisme religieux a enflammé la colère des nobles locaux ainsi que celle du clergé. Ainsi, lorsque les Arabes ont marché sur les provinces, les forces locales n'ont pas offert beaucoup de résistance.

### La domination arabe et la renaissance du pouvoir royal arménien

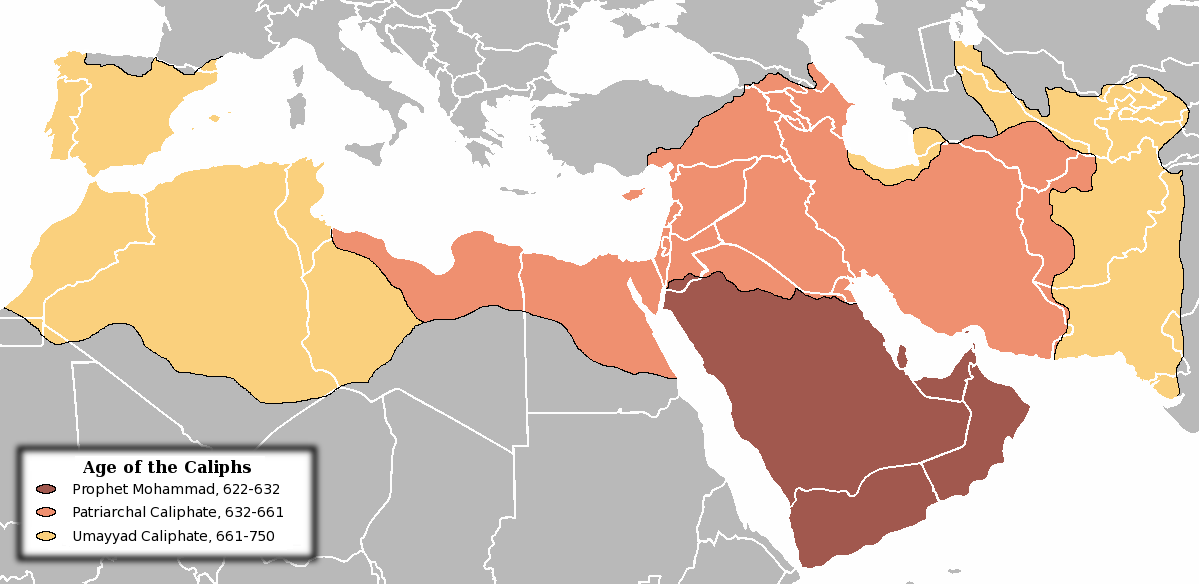
Le monde musulman de Mahomet aux Omeyyades.

Le VIIe siècle marque un changement non seulement pour l'Arménie mais pour presque tout le Proche et le Moyen-Orient. Une nouvelle force politique, les Arabes renversent le pouvoir sassanide en Perse et arrache la Syrie et l'Égypte aux Byzantins. Ce nouveau pouvoir permet des mutations sociales importantes en Arménie. Au début de la présence arabe les taxes étaient faibles et le contrôle social était modéré. Les occupants recrutaient des cavaliers arméniens pour se protéger des attaques provenant des Khazars au Nord du Caucase. De plus, l'Arménie, l'Ibérie et l'Albanie caucasienne sont réorganisées politiquement en une province unique portant le nom d'Armîniya. Durant cette période, le gouverneur de la province portait le titre d'ostikan. La frontière occidentale d'Armîniya était militarisée et tournée contre Byzance. Si cette période est marquée par un développement culturel et un renouveau, le gouvernement arabe des Omeyyades et, plus tard, des Abbassides a toujours eu beaucoup de difficulté à s'implanter légitimement sur le territoire arménien. Régulièrement, des révoltes avaient lieu contre les administrateurs arabes en raison de resserrements du pouvoir. Puis, devant le caractère de plus en plus chaud des insurrections, le calife abbasside reconnait le représentant de la famille Bagratide, Ashot Ier, comme souverain de l'Arménie et libère les Nakharars qui s'étaient révoltés. En effet, au IXe siècle, le califat abbasside entre dans une période difficile et Byzance commence une expansion vers l'Est. Durant cette même période, Ashot Ier devient souverain de la dynastie bagratide au nord et pendant ce temps au sud, la dynastie arçrouni contrôle la région de Vaspourakan. Cette courte renaissance nationale se termine durant la deuxième partie du Xe siècle, lorsque l'Empire byzantin étend de nouveau son territoire à l'Arménie et la réintègre à la juridiction impériale.

### XeetXIesiècles
Si la première partie du Xe siècle est caractérisée par la renaissance du pouvoir royal en Arménie, la seconde partie en revanche, marque le retour des Byzantins en Arménie. Dès la fin du Xe siècle, les royaumes bagratides et arçrouni de Grande-Arménie tombent les uns après les autres dans l'escarcelle byzantine : le Taron en 968, le Tayk en 1001, le Vaspourakan en 1021 ou 1022, Ani en 1045, Kars en 1065 ; seul le Lorri échappe aux empereurs. Si le Taron devient en 968, une province impériale, il ne s'agit pas à ce moment d'une assimilation pure et simple. En effet, l'Empereur Jean Tzimiskès et le roi bagratide Ashot III collaborent durant cette période. Sous le règne de Basile II, le ton change et il va de l'avant pour assimiler les autres territoires arméniens. L'agressivité de l'invasion byzantine force le roi arçrouni Gagik II à abdiquer et à confier ses terres aux byzantins. La plupart des territoires arméniens ont été intégrés dans des thèmes impériaux comme celui d'Ibérie et de Mésopotamie. Cette domination byzantine, qui voit l'essentiel de la noblesse arménienne migrer vers l'Anatolie et la Cilicie, est de courte durée : la menace seldjoukide pointe en effet à l'horizon.

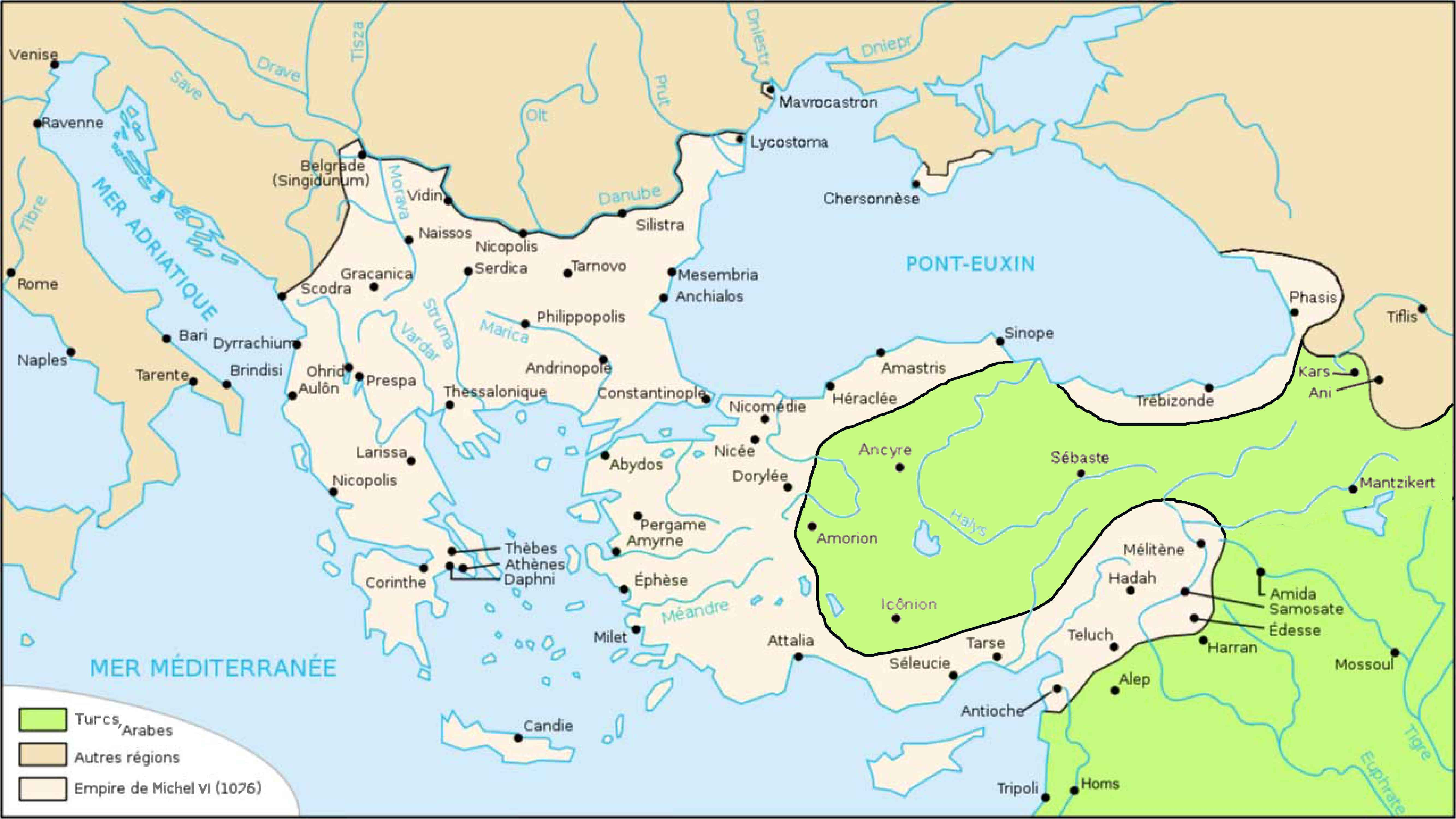
Après la défaite byzantine à Mantzikert en 1071, le sultanat seldjoukide de Roum englobe les territoires de l'Arménie.

La première incursion se produit en 1045-1046, suivie de bien d'autres, et, le 16 août 1064, le sultan Alp Arslan prend Ani. La majeure partie de l'Arménie succombe alors aux assauts seldjoukides, à l'exception du Lorri et de la Siounie ; la bataille de Manzikert, en 1071, consacre la conquête de l'Arménie, tout comme la rupture géographique de Byzance avec ce pays. Le pays est alors intégré à la Perse seldjoukide et confié à différents émirs basés notamment à Dvin et à Ganzak, les derniers îlots (Lorri et Siounie) succombant au XIIe siècle.

## Religion
L'Arménie est souvent considérée comme le premier pays au monde à avoir adopté comme religion officielle le christianisme. Située au carrefour entre les Églises grecque et syriaque, l'Église arménienne a été influencée par ces dernières. L'Église d'Arménie se distance de l'Église impériale à partir du Concile de Chalcédoine en 451.

### Les particularités de l'Église arménienne
La christianisation officielle de l’Arménie est attribuée à l’évêque de Cappadoce, Grégoire l’Illuminateur au IVe siècle. Ce dernier a converti le roi Tiridate ainsi que toute la cour royale et la noblesse arménienne Après cette conversion, Grégoire a été chargé de construire l’Église d’Arménie et d’organiser son clergé. Au IVe siècle, l’Église arménienne a plusieurs caractéristiques qui la rendent déjà différente de l’Église impériale byzantine. Tout d’abord, le haut-clergé arménien est constitué d’environ 12 évêques qui sont sous la direction d’un catholicos, l’équivalent du patriarche. Le catholicos était inspiré du pontife perse et il devait recevoir le titre à Césarée de Cappadoce. Le roi et le chef de l’Église travaillaient main dans la main. Mais étant donné la structure féodale du pays, le fait que le catholicos travaillait de près avec le roi causait des problèmes administratifs. Ensuite, les pontifes étaient très souvent au début de l’histoire ecclésiastique arménienne, des gens qui suivaient la lignée de Grégoire l’Illuminateur. Cependant, lorsqu’il y avait un conflit civil, c’était des clercs qui étaient dans la lignée de l’évêque grec Aghbianos ou d’un évêque syrien qui allaient occuper le poste de catholicos. Pour simplifier, les catholicos grecs étaient plus proches de l’Église byzantine et étaient plus zélotes alors que leurs homologues syriens étaient moins interventionnistes dans les affaires d’État et moins intenses dans leurs croyances. Le fait même qu’il y avait des clercs d’inspiration grecque ou syriaque s'explique par la formation des prêtres qui étaient formés dans l’une ou l’autre langue selon la région. De plus, on formait des traducteurs qui devaient commenter l’eucharistie en arménien devant les fidèles pour qu’ils comprennent. Par ailleurs, le népotisme était presque institutionnel dans cette Église à ses débuts. Pendant quelques générations, le catholicos et probablement les évêques également, passait leur titre à la génération suivante. Finalement, le Ve siècle voit la naissance d’un alphabet arménien qui permet la traduction de la liturgie chrétienne et ainsi, le christianisme a pu pénétrer la classe populaire. L’Église arménienne a continué d’évoluer dans le temps, mais c’est dans le contexte de conflit avec l’Église byzantine qu’elle s’est transformée.

### Les conflits avec l'Église impériale
La rupture entre les Églises arménienne et impériale a pour origine les discussions en rapport avec la nature du Christ dans les premiers siècles de la chrétienté. Il faut tout d’abord comprendre que les trois premiers conciles sur la nature de Jésus-Christ, soit ceux de Nicée, de Constantinople et d’Éphèse, n’ont jamais été source de controverse dans l’Église d’Arménie et que les conflits préexistants entre les deux Églises étaient de nature administrative. Ces conflits n’avaient pas de même gravité que le concile de 451. C’est, en effet le concile de Calcédoine qui est à l’origine de la naissance d’une Église arménienne autocéphale. Lorsque le concile eut lieu, les Arméniens faisaient face à une grave crise qui menaçait le christianisme dans la partie sassanide de leur royaume. En effet, le roi de Perse avait ordonné la conversion des Arméniens au Mazdéisme. Occupée à protéger sa religion de la menace sassanide, l’Arménie n’avait envoyé aucun représentant au concile de Chalcédoine et n’a été mise au courant de ses conclusions qu’au terme du conflit avec les Perses. Dès que l’Église a pris connaissance du contenu du concile, elle l’a tout de suite rejeté en le déclarant nestorien et ainsi hérétique. Les Arméniens ont été par la suite étiquetés comme étant monophysites par l’Église d’Occident et l’Église d’Orient mais le fait est qu’ils n’étaient pas monophysites mais plutôt adhérents à la doctrine de saint Cyrille d’Alexandrie. Ce qui veut dire qu’ils rejetaient la confusion des natures divine et humaine du Christ prédiquée par Eutychès, mais qu’ils rejettent l’idée selon laquelle les deux natures sont unies comme le voulait le concile de Chalcédoine. À quelques reprises, pendant les siècles suivants, les Byzantins ont essayé de réconcilier leur Église avec celle des Arméniens par divers moyens. Tout d’abord, l’empereur Maurice, à la fin du VIe siècle, a mis en place un catholicos rival pour essayer de discréditer le catholicos officiel. Cette tentative a eu pour résultat de créer un court schisme dans l’Église d’Arménie. Les successeurs de Maurice vont également tenter d’autres approches mais toutes leurs tentatives de compromis se sont avérées infructueuses. Durant la période de renaissance du pouvoir royal en Arménie, des négociations ont lieu entre les Byzantins et les rois bagratides sans succès. Finalement, la dernière tentative de réconciliation a lieu au XIIe siècle en Arménie cilicienne durant le règne de Manuel Ier Comnène et constitue un autre échec. Même s’il est vrai que les deux Églises sont divisées durant presque toute la période byzantine de l’Arménie, les deux Églises ont également d’importants points communs. La liturgie arménienne est la liturgie de saint Basile, un évêque grec, et le clergé arménien est également divisé entre le clergé noir et le clergé blanc (respectivement mariés et célibataires).

## Les arts, la littérature et l'architecture arménienne
L’Art de l’Arménie byzantine peut être subdivisé en deux grandes périodes : Du IVe à la première moitié du VIIIe siècle et de la seconde moitié du IXe siècle au XIe siècle. Ces deux périodes correspondent respectivement à la première période byzantine et à la renaissance du pouvoir royal sous les Bagratides (et au retour dans l’Empire byzantin).

### Arts et architecture de la première période byzantine (305-750)
En art durant cette première période, on voit beaucoup de sculptures sur les corniches de bâtiments et parfois des scènes bibliques ou des portraits de mécènes à l’intérieur des bâtiments. Cependant, il faut comprendre que la décoration intérieure ne se fait qu’aux capitales arméniennes. L’art arménien a de particulier qu’il n’y a pas que des personnages bibliques qui sont représentés mais également des personnages historiques et des laïcs. Durant cette même période, on peut voir en peinture des enluminures, des fresques et des mosaïques. De plus, même si Byzance domine l’Arménie à cette période, l’art arménien a des influences perses quant à la façon de représenter l’habillement et la posture des personnages.
En architecture, les églises ont été construites en forme de croix et surmontés de dômes. Ces mêmes dômes étaient parfois supportés par des trompes.

### Arts et architecture de la période de la renaissance royale et deuxième période byzantine (862-1021)
Bien qu’il y ait des changements internes et externes durant ces 7 siècles, il y a eu également plusieurs éléments de continuité surtout en architecture. Si en architecture, les bâtiments gardent sensiblement la même forme qu’ils avaient au VIIe siècle, des éléments architecturaux musulmans s’intègrent dans la décoration sculpturale. En effet, les pierres de construction utilisées sont de plusieurs couleurs, les entrelacs font leur apparition dans la décoration et on voit aussi le remplacement des trompes par des muqarnas.

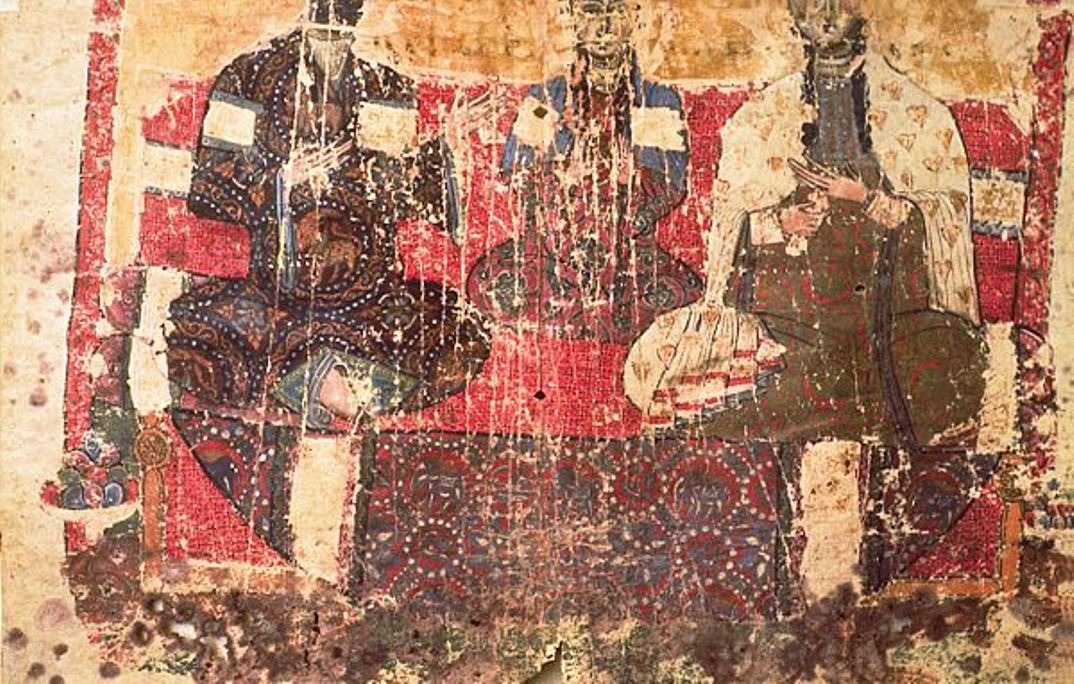
Miniature du roi Gagik de Kars et de sa famille. La posture et la présence de tapis rappellent l'influence de l'art musulman.

En peinture, les Arméniens utilisent majoritairement le style byzantin pour leurs enluminures, leurs peintures mais on voit aussi l’influence de l’Islam dans l’art décoratif des Évangiles. En effet, le roi Gagik de Kars possédait une copie des évangiles avec une image le représentant avec sa famille en tenues arabes sur des tapis de l’Orient.

### Littérature arménienne
En littérature, durant la première période, on traduit des textes de philosophie grecque et des textes relatant des faits historiques sont rédigés ou modifiés pour justifier des positions politiques.
Durant la seconde période, les livres d’histoire se multiplient. On voit par exemple apparaître un livre d’histoire rédigé par Shapuh Bagratide qui compile l’Histoire du déluge à 923-4. Ce n’était pas le seul à avoir été publié car même les Arçrouni ont publié leur version. On voit aussi des livres d’histoire sur d’autres peuples être rédigés à la même période, notamment une Histoire sur les Albaniens du Caucase. Enfin, des livres de contes et de récits sont compilés et une épopée nationale intitulée David de Sasun est rédigée.

## Commerce

### Commerce avant les invasions arabes

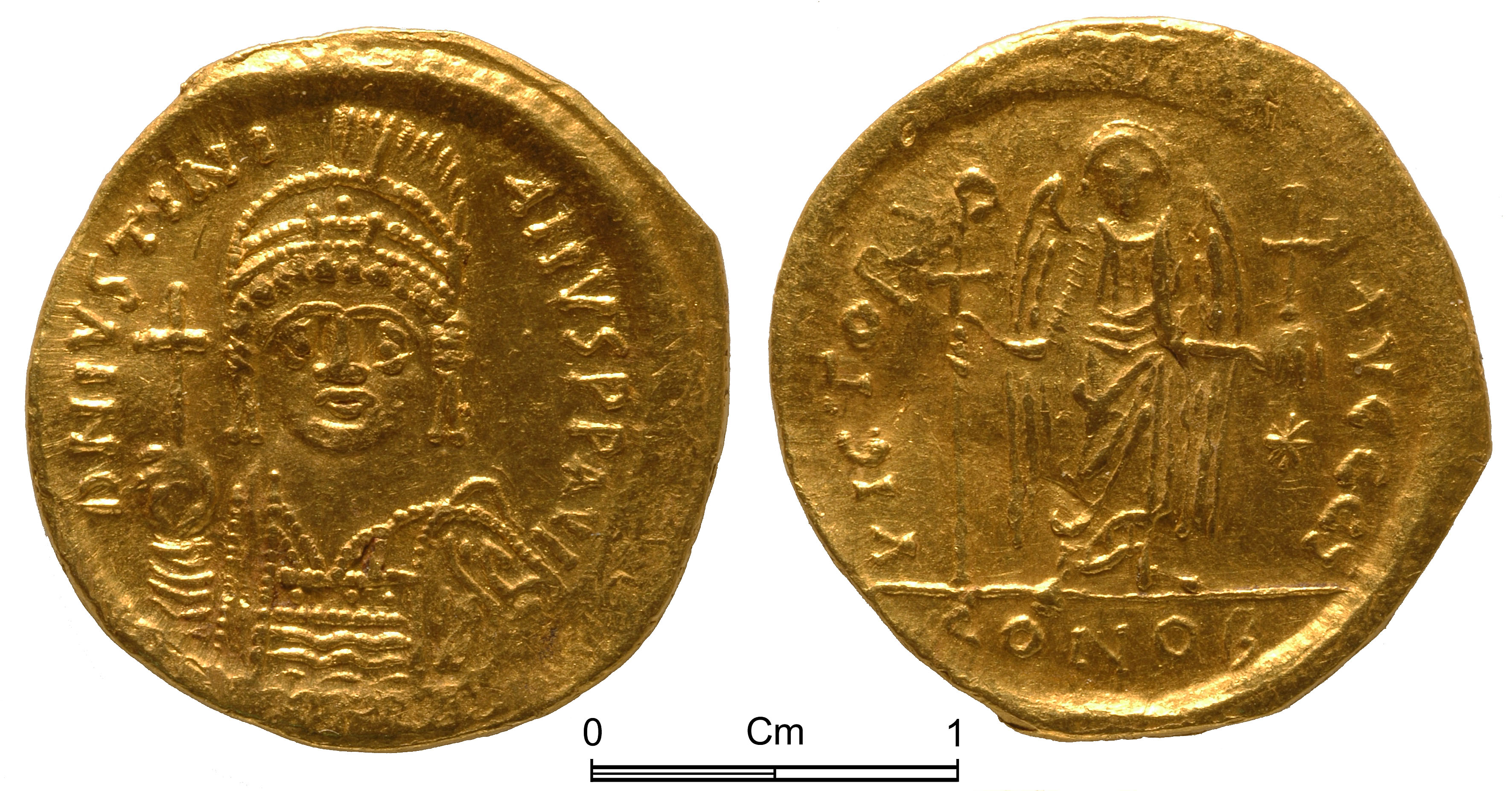
Les pièces d'or byzantines, notamment celle-ci représentant Justinien Ier, étaient utilisées dans le commerce arménien.

Dès l’Antiquité tardive, l’Arménie jouait un rôle crucial dans le commerce entre l’Occident et l’Orient. Durant la période où l’Arménie était entre l’Empire byzantin et la Perse sassanide, Byzance vendait des produits au monde entier à partir des routes de commerce oriental. L’Empire achetait en Orient de la soie, de l’ivoire, des pierres précieuses, des épices, des perles, des produits aromatisés, de l’or et d’autres produits. De plus, par ces mêmes routes de commerce, Byzance vendait des produits de verre, du vin, des vêtements pourpres et de nombreux autres produits. Ces routes de commerce étaient non seulement importantes pour Byzance qui obtenait les soies de Chine et pour la Perse, qui contrôlait vraisemblablement tout le commerce oriental, mais également pour l’Arménie. En effet, le commerce entre l’Occident et l’Orient a profité énormément à l’État caucasien, puisque de nombreuses cités ont été construites durant cette période. De plus, dans le traité de commerce entre Justinien et Choroes Ier, roi de Perse, il y avait une clause qui préservait les postes commerciaux frontaliers d’Arménie, ce qui lui a permis de demeurer l’une des pièces maîtresses du commerce international. Pour les transactions commerciales, les Arméniens, n’ayant aucune monnaie propre, utilisaient les pièces de monnaie byzantines ou arabes.

### De la reconquête à la bataille de Mantzikert
L’Arménie a cessé de bénéficier pleinement du commerce extérieur après l’invasion des Turcs seldjoukides. Mais le déclin a commencé sous la reconquête byzantine. Lorsque les byzantins ont réintégré l’Arménie dans son territoire, la noblesse terrienne a été déplacée en Cilicie ou en Asie mineure et l’administration impériale les a remplacés. Les forces armées des bagratides ont été remplacés par les soldats byzantins pour la défense du territoire. Sous Constantin Monomaque et Constantin Doukas, la paie des soldats a été coupée, une bonne partie des forces ont été démobilisées. Cette stratégie visait à améliorer l’état des finances de l’Empire. Les premières attaques des seldjoukides n’ont, par conséquent, rencontré qu’une résistance minimale, ce qui leur a permis de marcher facilement vers Constantinople.

## Les Arméniens à Byzance

Les territoires byzantins de l'Italie du Sud était l'une des destinations pour les colons arméniens.

### Les Arméniens impériaux
Les Arméniens n’étaient pas exclusivement concentrés dans les provinces d’Arménie I à IV et plus tard dans les thèmes qui avaient été créés à partir des territoires de l’Arménie. Certains Arméniens vivaient à Constantinople et d’autres avaient même été colonisés des contrées loin de chez eux comme les Balkans et l’Italie du Sud au VIIIe siècle. En plus de coloniser certaines régions de l’Empire, les Arméniens, surtout chalcédoniens de confession, occupaient d’importantes fonctions dans l’armée impériale. Ces militaires arméniens étaient hellénisés et ont joué un rôle majeur au Xe siècle dans la reconquête de l’Arménie par les byzantins. De plus, certains empereurs byzantins étaient arméniens ou de descendance arménienne par exemple Léon V et Jean Ier Tzimiskès. On estime même qu’au XIe siècle, environ 10 à 15% de la noblesse était d’origine arménienne même si cette noblesse n’était pas très proche de la famille Comnène. Enfin, vers la fin du XIe siècle, les nobles arméniens ont participé à la création de l’Arménie Cilicienne, un État indépendant issu de l’Empire byzantin.

### Les Arméniens vivant au sein du royaume d'Arménie
Même si les Arméniens ont, de toute évidence, formé une ethnie importante au sein de l’Empire, cela ne veut pas dire qu’ils étaient tous bien vus. En effet, la littérature grecque byzantine les dépeints souvent comme fourbes et enclins à la trahison. En ce qui concerne les Arméniens qui vivaient en Arménie, la reconquête de leurs terres par les Byzantins a été perçue comme une trahison. Un exemple de cela est dans une chronique de Matthieu d’Édesse où il parle d’une trahison de la part des nobles arméniens de Byzance. Selon lui, en raison des actes de la noblesse, le roi d’Arménie ne reviendrait jamais diriger son royaume. À cette période, les Arméniens non-chalcédoniens voient les Grecs comme des êtres mauvais qui cherchent à détruire leur foi et leur royaume. Au lendemain de la bataille de Mantzikert, les arméniens de Cilicie n’ont jamais accepté le concile de Chalcédoine et certains nobles arméniens ont tourné le dos à l’Empire. Ceux qui ne vivaient pas en Arménie cilicienne ont commencé tranquillement à se retourner contre l’Empereur. Les soldats n’étaient plus fiables, les communautés arméniennes urbaines s’isolaient des byzantins de peur de voir leur foi corrompue et les Arméniens des Balkans ou de Troade se sont rebellés aux côtés des ennemis de l’Empire.

### Ouvrages généraux
- (en) Alexander Kazhdan (dir.), Oxford Dictionary of Byzantium, t. 1, New York et Oxford, Oxford University Press, 1991, 1re éd., 3 tom. (ISBN 978-0-19-504652-6 et 0-19-504652-8, LCCN 90023208)
- Claire Mouradian, L'Arménie, Paris, Presses Universitaires de France, coll. « Que sais-je ? », 2013,  (ISBN 9782130617778)
- Jean Claude Cheynet (dir.), Le monde byzantin, vol. II : L'Empire byzantin (641-1204), Paris, Presses universitaires de France, coll: « Nouvelle Clio — L'histoire et ses problèmes », 2006,  (ISBN 978-2-13-052007-8)
- Gérard Dédéyan (dir.) Histoire du peuple arménien, Toulouse, Privat, 2007,  (ISBN 978-2-7089-6874-5)
- René Gousset, Histoire de l'Arménie des origines à 1071, Paris, Payot, 1947 (réimpr. 1984, 1995, 2008),  (ISBN 978-2-228-88912-4)

### Religion
- Jean Mécérian, Histoire et institutions de l'Église arménienne : Évolution nationale et doctrinale, spiritualité, monachisme, Beyrouth, Imprimerie Catholique, 1965,  (ISBN 2721460102)
- (en) Sirarpie Der Nersessian, Armenia and the Byzantine Empire: A brief study of Armenian Art and Civilisation, Cambridge, Harvard University Press, 1947.

### Art, littérature et Architecture
- (en) Anne Elizabeth Redgate, The Armenians, Oxford, Blackwell Publishers, coll. «Peoples of Europe», 1999,  (ISBN 9780631220374)

### Économie
- (en) Hakob Manandyan, The Trade and Cities of Armenia, Lisbon, Livrania Bertrand, coll: «Hyakakan matenashar Galust Kiwlpẽnkean Himnarkutʻean», 1965

### Diaspora et population
- (en) Nina G. Garsoïan, «The Problem of Armenian Integration into the Byzantine Empire» dans Studies on the internal diaspora of the Byzantine Empire, sous la direction de Angeliki E. Laiou et Hélène Ahrweiler, Washington D.C., Dumbarton Oaks Research Library and Collection, Harvard University Press, 1998,  (ISBN 0884022471)